# Frouville
Frouville – miejscowość i gmina we Francji, w regionie Île-de-France, w departamencie Dolina Oise.
Według danych na rok 2009 gminę zamieszkiwało 385 osób, a gęstość zaludnienia wynosiła 50 osób/km² (wśród 1287 gmin regionu Île-de-France Frouville plasuje się na 911. miejscu pod względem liczby ludności, natomiast pod względem powierzchni na miejscu 515.).